# Pieter Meulener

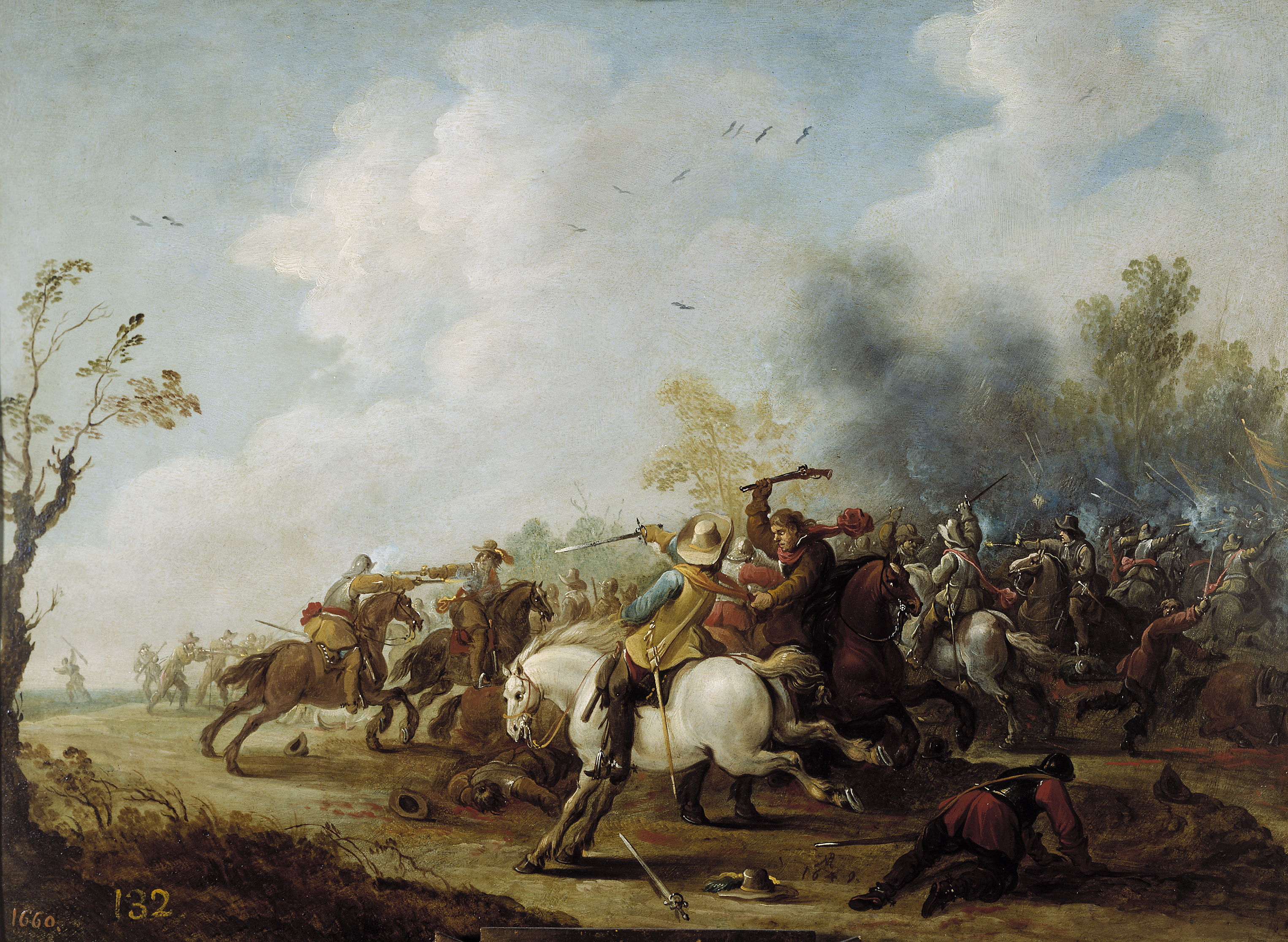
Choque de caballería, 1649, óleo sobre lámina de cobre, 37 x 50 cm, Madrid, Museo del Prado.

Pieter Meulener (Amberes, 1602-1654) fue un pintor barroco flamenco, especializado en la pintura de batallas de caballería.

## Biografía
Bautizado el 18 de febrero de 1602, fue hijo de Jan de Meuleneer o Molenaer, de quien consta que en 1598 se había inscrito en el gremio de pintores de Amberes y que falleció allí en 1645, pero de quien ninguna obra se conoce. En 1631 Pieter se inscribió en el gremio como hijo de maestro, posiblemente con objeto de contraer matrimonio como maestro independiente, aunque es probable que siguiese trabajando en el taller paterno durante algún tiempo, pues las primeras obras firmadas no aparecen hasta años después, para quedar comprendidas en su mayor parte entre los años 1642 y 1654, momento en el que Meulener debió de adquirir buena reputación como pintor de batallas y de paisajes.
En algunas de sus primeras obras, en particular en aquellas que tienen cierto valor documental, como la Entrada del cardenal-infante don Fernando de Austria en Amberes el 17 de abril de 1635 (Ámsterdam, Instituut  Collectie Nederland), todavía se vale de los fondos de paisaje abruptamente elevados a la manera de Sebastian Vrancx, con una línea de horizonte muy elevada para permitir una visión casi topográfica del terreno, pero son más habituales en su producción los combates imaginarios, como los siete pertenecientes al Museo del Prado, concebidos con mero valor decorativo y con un punto de vista más natural, horizontes bajos e integración de las figuras en el paisaje con el que parecen fundirse.